# Basílica de Notre-Dame de Nice

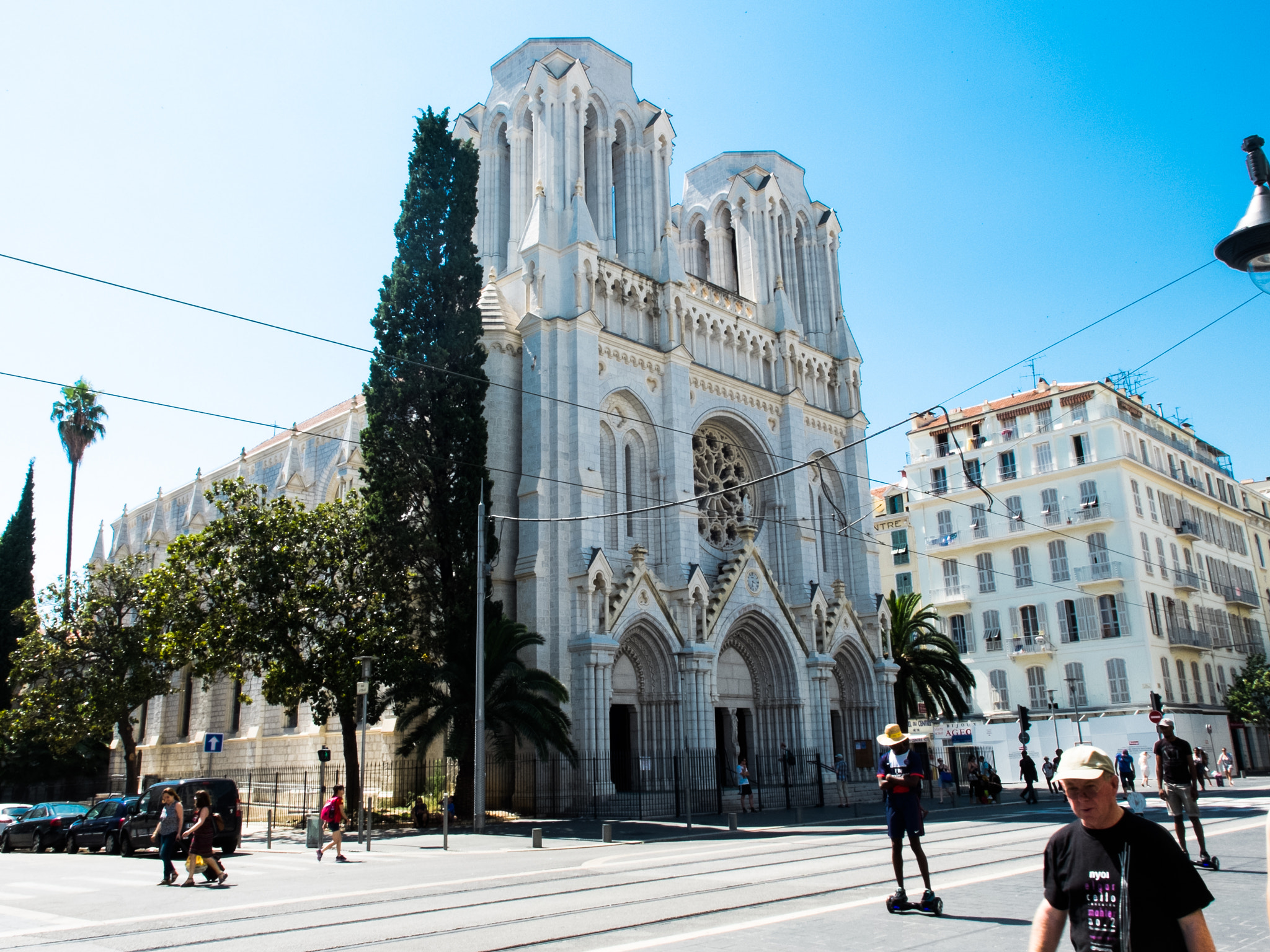
A fachada e a nave da basílica

A basílica de Notre-Dame de l'Assomption em Nice é uma basílica situada na avenida Jean-Médecin, no centro da cidade.

## História
A basílica foi construída entre 1864 e 1879 de acordo com os planos do arquiteto francês Charles Lenormand, filho de Louis Lenormand. É a maior igreja de Nice. De estilo neogótico, é inspirado nas catedrais de Paris e Angers.

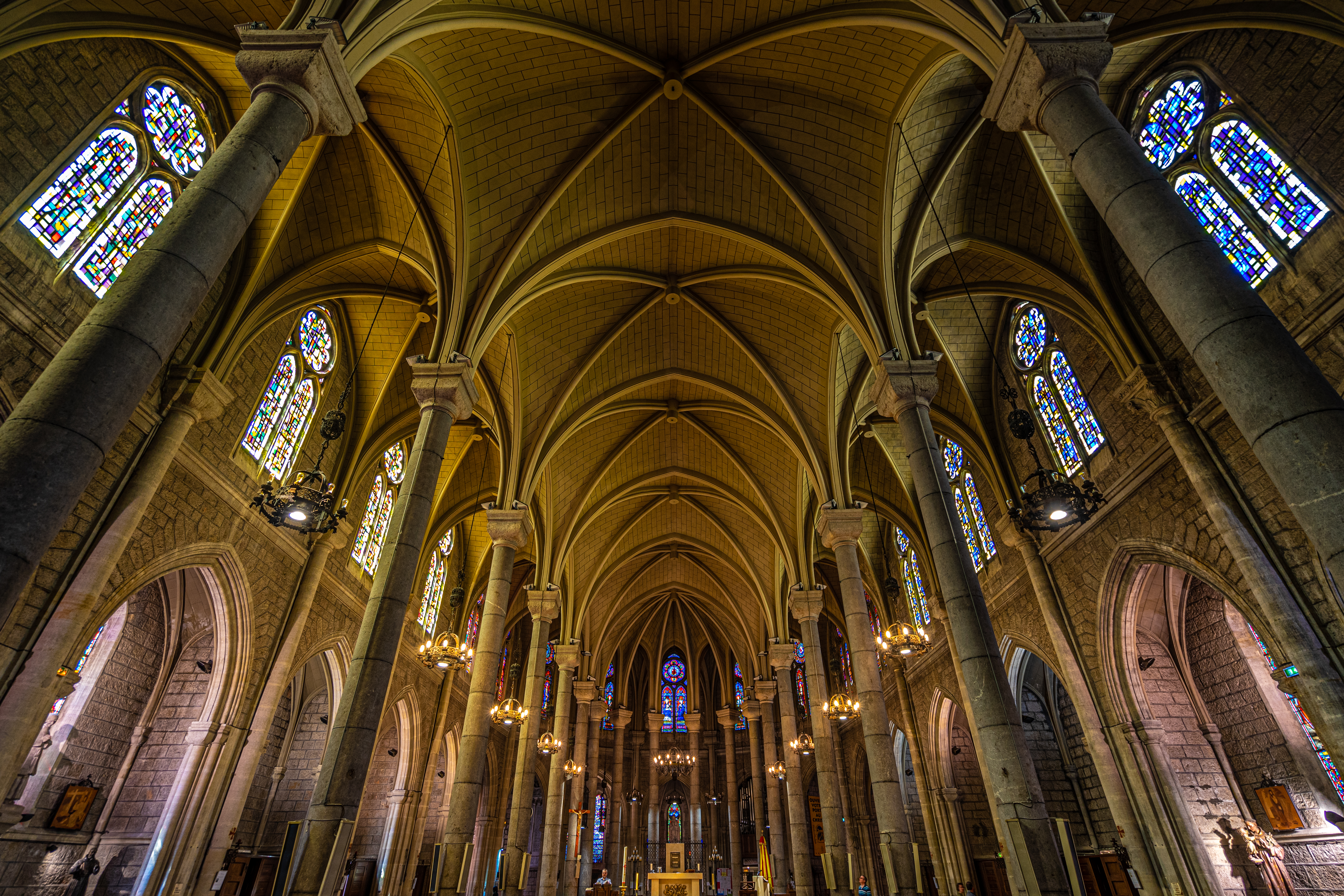
Interior da basílica

A basílica tem duas torres quadradas de 31 metros de altura, encimando de cada lado uma grande rosácea que representa cenas do mistério da Assunção.
A sua construção foi parte do desejo das autoridades de afrancesar a cidade após a anexação do Condado de Nice à França. Os edifícios de estilo gótico deveriam, de fato, ser característicos de um estilo francês.
Foi consagrada em 12 de março de 1925 e elevada à categoria de basílica menor pelo Papa Paulo VI em 16 de abril de 1978.
A basílica foi local de um ataque terrorista que matou três pessoas em 29 de outubro de 2020.